# Peveril Meigs
 (novembre 2019).
Si vous disposez d'ouvrages ou d'articles de référence ou si vous connaissez des sites web de qualité traitant du thème abordé ici, merci de compléter l'article en donnant les références utiles à sa vérifiabilité et en les liant à la section « Notes et références ».
Pour l’article homonyme, voir Meigs.
 Peveril Meigs est un géographe américain, auteur notamment de La répartition mondiale des zones climatiques arides et semi-arides, spécialiste de la problématique des déserts côtiers.